# William Michael Rossetti

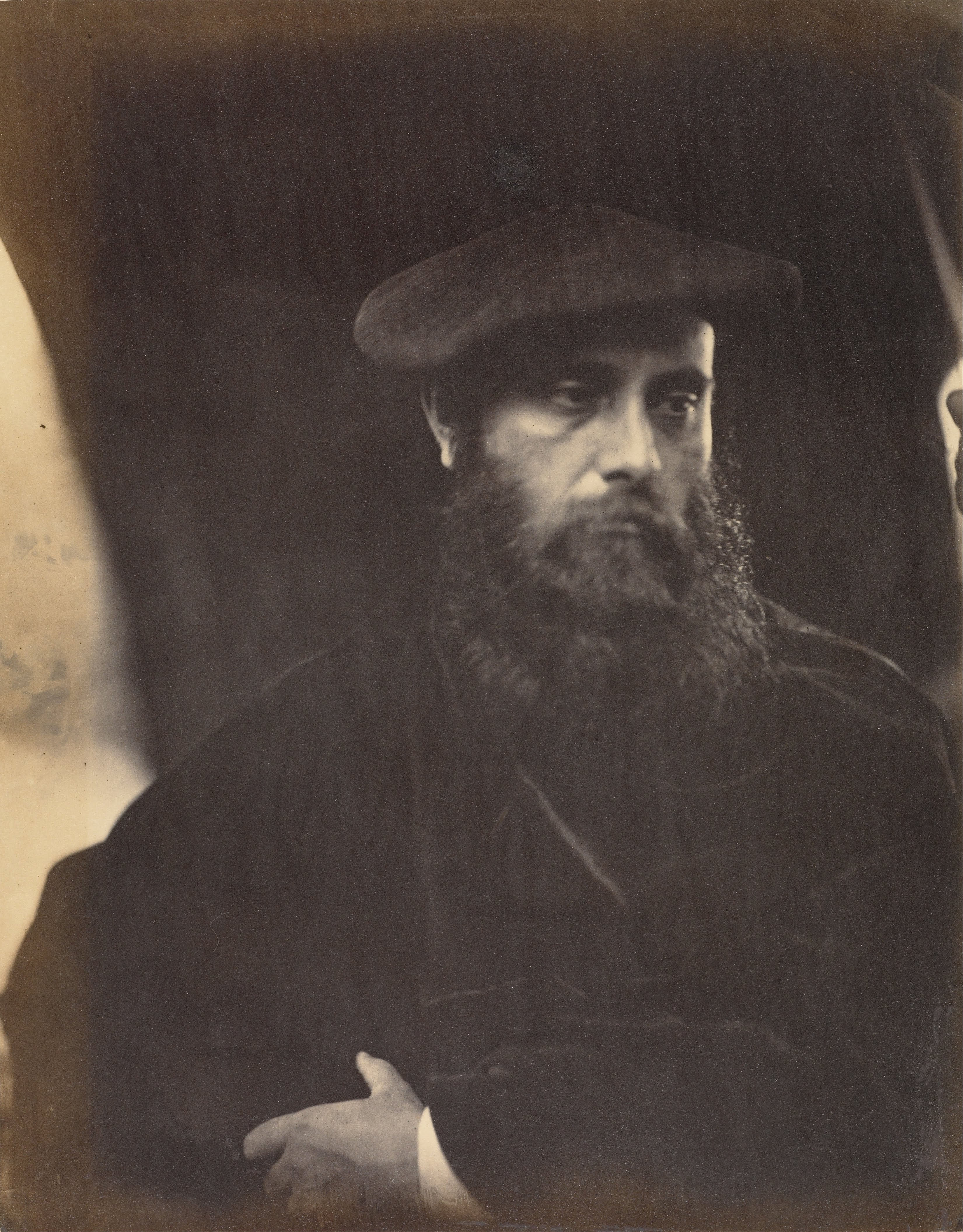
William Michael Rossetti, fotografiert von Julia Margaret Cameron (1865)

William Michael Rossetti (* 25. September 1829 in London; † 5. Februar 1919 ebenda) war ein britischer Schriftsteller und Kunstkritiker. Außerdem gehörte er zu den Gründungsmitgliedern der Präraffaeliten.

## Leben

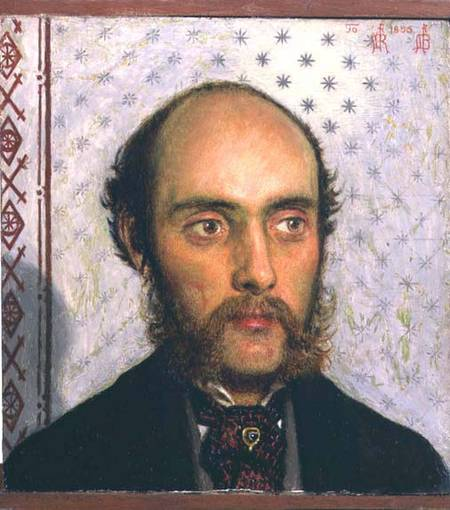
Ford Madox Brown: Porträt von William Michael Rossetti im Lampenlicht, Öl auf Holz (1856)

Rossetti wuchs als drittes von vier sehr begabten Kindern Maria Francesca, Dante Gabriel und Christina Georgina in einer außergewöhnlichen Familie in der Charlotte Street, in der Nähe des Regent’s Park, auf. Sein Vater, Gabriele Rossetti (1783–1854), war Dichter und Wissenschaftler, verdiente sich sein Gehalt aber als Italienischlehrer. Seine Mutter, Frances Mary Lavinia Polidori, die Tochter von Gaetano Polidori und Schwester von John Polidori, war ebenfalls Lehrerin. Sein Vater unterrichtete italienische Sprache und Literatur am King’s College.
Ein Jahr jünger als sein Bruder Dante, machten sie vieles gemeinsam, so auch Malen und Gedichte schreiben. Sie besuchten die gleiche Klasse an der Tagesschule des King’s College bis 1841, als Dante Gabriel Rossetti das College verließ, um zu malen. William blieb bis  Februar 1845, bis er durch die beginnende Blindheit und nachlassende Gesundheit seines Vaters gezwungen war, zum Familienunterhalt beizutragen. Sein Wunsch, einmal Arzt zu werden, war geplatzt. Mit 16 Jahren begann er eine Arbeit als Steuerbeamter beim Excise (später Inland Revenue) Office mit £80 p. a. Das hinderte ihn jedoch nicht daran, weiter Gedichte zu schreiben, und im Oktober 1848 war er der erste Rossetti, dessen Gedicht In the Hill Shadow im  Athenaeum  veröffentlicht und nachgedruckt in  Beautiful Poetry sowie Gems of National Poetry wurde. Aber wichtiger noch, er ermutigte Christina Rosetti, ihre Sonette zu veröffentlichen, denn sie war die beste von der „Truppe“. 
Im Herbst 1848 gründete John Everett Millais in seinem Londoner Atelier die  präraffaelitische Bruderschaft, um im Protest gegen die Royal Academy of Arts eine zeitgemäßere künstlerische Darstellung zu artikulieren. Dieser Gemeinschaft gehörten die Maler William Holman Hunt, die Brüder Dante Gabriel und William Michael Rossetti, James Collinson, der Bildhauer Thomas Woolner sowie der Kunstschriftsteller Frederic George Stephens an. Zu den sympathisierenden Mitgliedern zählten William Dyce, Arthur Hughes, Edward Burne-Jones und Ford Madox Brown, der nie ein Mitglied war. Literarisch hielt Rossetti ihre Gedanken in Gedichten, Essays in der Zeitschrift The Germ von 1848 bis 1850 fest. Er war  deren gewählter Herausgeber und Biograf. Das beinhaltete, Material zu finden, um die Lücken zu füllen, über Kosten zu verhandeln und das Sonett für die erste Seite zu schreiben.
Calder Campbell, der an der zweiten Ausgabe des The Germ mitgearbeitet hatte, zeigte eine Kopie Sergeant Edward William Cox, einem Rechtsanwalt, der einige Zeitungen herausgab. Diese gefielen ihm und er bat William, als Kunstkritiker bei der Critic zu arbeiten – jedoch ohne Bezahlung. Das machte er nur bis zum November 1850 und Frederic G. Stephens wurde sein Nachfolger auf diesen Posten.  Ford Madox Brown schlug ihn für eine bezahlte Stelle für den Spectator vor, die er bis 1878 beibehalten sollte. Von 1861 bis 1865 schrieb er auch für das Fraser’s Magazine und The Academy von 1873 bis 1878.
In der Zeit vor den Präraffeliten traf er nach seiner Arbeit Dante in der „Life School“ von Ford Maddox Brown und dieser hoffte, dass aus seinem Bruder einmal ein Maler werden könne. Erst 1857 besuchte er John Ruskins Klasse für einige Monate am Working Men’s College.
Williams ungeteilte Aufmerksamkeit zum Detail galt den Präraffeliten und ihrer Wiedergabe der Natur. Seine Vorgehensweise basierte auf nahe Betrachtungen der Bilder und der Prüfung von Texten aus erster Hand. Das gab ihm Zuversicht über seinen eigenen Geschmack und seiner Meinung – bereits als junger Mann.  Seine kritische Unpersönlichkeit war nicht schmeichelnd. Er bemühte sich ständig um eine unvoreingenommene Meinung, besonders wenn er über Bilder aus seinem Freundeskreis schrieb.

William Michael Rossetti, fotografiert 1905

Auf Anregung des Verlegers Macmillan gab William 1864  einen Rückblick auf die Sommer-Ausstellungen 1861–64 heraus, eine Sammlung seiner wöchentlicher Artikel über die Präraffeliten, die 1851 im Spectator veröffentlicht wurden, ebenso wie eine Diskussion über Britische Bildhauer 1861 und esoterische Japanische Holzschnitte 1863. Das erlaubte ihm, seine Sicht auf die zeitgenössische Kunst darzulegen – immer in seinem speziellen Interessengebiet. Er benutzte die Ausstellungen als Sprungbrett und schrieb über den heutigen Stand der Britischen Kunst und die Richtung, die sie einschlagen sollte. Er gibt zu, dass seine eigene Meinung sich über die 16 Jahre, die er sich auf diesem Gebiet bewegte, geändert habe. Seine Priorität beim Betrachten eines Gemäldes hatte sich vom Inhalt auf den Stil verschoben. Er hatte ein Auge für die innovative Ästhetik, der dekorativen Kunst entdeckt, so James Abbott McNeill Whistler, die „Kunst um der Kunst willen“  malten.  Er war einer der frühesten Bewunderer von Whistler. 1867 trat er zusammen mit seinem Bruder aus dem Burlington Fine Arts Club aus – als Protest gegen den Rausschmiss von Whistler. 1878 sagte er beim Ruskin Prozess zugunsten von Whistler aus.
Seit seiner Jugend bewunderte er Shelley und so war er hocherfreut, dass er von Edward Moxon & Co. den Auftrag erhielt, Shelleys Werke neu herauszugeben. Zwischen 1870 und 1873 gab er für Moxons Serie „Popular Poets“ sowie „Lives of some Famous Poets“. Williams Freundschaft mit Edward Trelawny eröffnete ihm Zugang zu interessantem Material über Lord Byron und Shelley, so dass er 1870 eine 2-bändige Exegese veröffentlichte. Er wurde auch Gründungsmitglied der Shelley Society.
1868 stellte er die Gedichte des Amerikaners Walt Whitman den britischen Lesern vor. Besondere Freude machte ihm, die Poems and Ballads von Algernon Swinburne zu verteidigen, als die Presse über diesen hergefallen war.
1876 begann Willams Beiträge  für die Encyclopedia Britannica, Mr. Spencer Baines war der Herausgeber, hauptsächlich – aber nicht nur – über italienische Meister zu schreiben. Das war eine Aufgabe, die sich über mehrere Jahre hinzog. 1905 überarbeitete er sie für die Neuauflage. Das war nicht leicht, denn andere Autoren hatten z. B. Beiträge über Raffael oder Michelangelo verfasst. 
Er war besessen von den Democratic Sonnets, die er 1881 schrieb. Sein Bruder Dante war alarmiert über die revolutionären Gedanken, sodass William dieses Buch erst 1907 veröffentlichte.
Er gewann die Anerkennung seiner Zeitgenossen wie Thomas Woolner, George du Maurier, John Ruskin und John Brett. Von der Ernennung 1850 zum Kunstkritiker des Spectator bis 1878 schrieb er ca. 400 Kunst-Kritiken für Englische und Amerikanische Zeitschriften. 
William Michael Rossetti beendete 1894 seinen Dienst beim Inland Revenue Office. Danach war jedoch noch bis 1903 als Berater für die Nachlasssteuer tätig.
Schließlich machte er sich daran, die Briefe und Gedichte von Dante Gabriel Rossetti, Christina Rossetti, ihres Vaters und der PRB zusammenzustellen und herauszugeben, eine Arbeit von unschätzbaren Wert für die Nachwelt. 
1906 gab er seine Memoiren in zwei Bänden unter dem Titel Some Reminiscences heraus. Zu seinen Lebzeiten stand William in Kontakt mit einigen der berühmtesten Personen der Viktorianischen Zeit, wie er es auch in Some Reminiscences („Einige Erinnerungen“) aufgezeichnet hat.
Im Jahr 1874 heiratete William Rossetti in London die Kunststudentin Lucy Madox Brown (1843–1894), älteste Tochter von Ford Madox Brown. Sie hatten fünf Kinder: Olivia, Gabriel Arthur, Helen, Mary und Michael, Letzterer ist im Kindesalter verstorben.

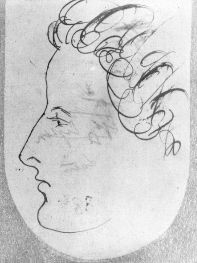
Porträt von John Everett Millais, 1849 von WMR
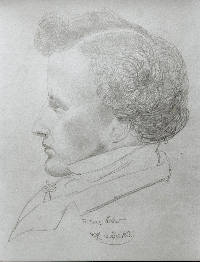
Porträt von John Everett Millais 1853 von WMR
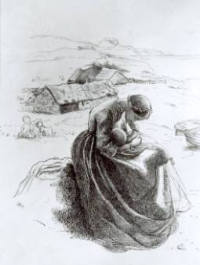
Die junge Mutter, um 1857 von WMR
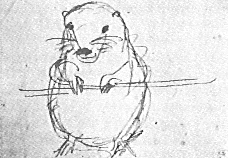
Wombat-Skizze von Rossetti, 1869 von WMR
Treffen der Präraffaeliten 1848
Dante Gabriel Rossetti 1853 von William Holman Hunt
William Michael gezeichnet 1848 von Dante Gabriel Rossetti

## Werke (unvollständig)
- Swinburne's Poems and ballads: a criticism. By William Michael Rossetti. Publisher: John Camden Hotten, London 1866
- Fine Art, Chiefly Contemporary: Notices Re-printed, with Revisions. Publisher: MacMillain & Co., London 1867
- American poems. Selected and edited By William Michael Rossetti. Publisher: Ward, Lock & Co., London  ([188-])
- Poems by Walt Whitman. Selected and edited by William Michael Rossetti. Publisher: John Camden Hotten, London 1868
- A Memoir of Shelley: With a Fresh Preface 2nd edition. Printed for the Shelley Society. Publisher: R. Clay & Sons 1886
- Life of John Keats. Publisher: Walter Scott, London  1887
- Lives of famous poets. Publisher: E. Moxon, London 1878
- The complete works of Shakespeare. Edited with a critical biography by William Michael Rossetti. Publishers: D. Lothrop & Company, London 1882
- The Poetical works of Henry W. Longfellow. Edited, with a critical memoir by William Michael Rossetti. Illustrated by Thomas Seccombe. Publisher: Ward, Lock & Co., London ([1882])
- The complete poetical works of Percy Bysshe Shelley. Text carefully revised. In three Volumes. Vol I. With notes and a memoir by William Michael Rossetti. Publisher; Gibbings & Company, London 1894
- Poems by the late John Lucas Tupper. Chosen and  edited by William Michael Rossetti. Publisher: Longmans, Greene & Co., London 1897
- Dante Gabriel Rossetti; his family-letters. Vol. I  With a memoir by William Michael Rossetti. Publisher: Ellis & Elvey, London 1895
- Dante Gabriel Rossetti. His Family Letters. Volume II. With a Memoir by  William Michael Rossetti. Publisher: Ellis and Elvey, London 1895
- Dante Gabriel Rossetti as designer and writer. Notes by  William Michael Rossetti. Publisher: Cassell & Company, London 1889
- Ruskin: Rossetti: Preraphaelitism. Papers 1854 to 1862. Arranged and edited by William Michael Rossetti. With illustrations. Publisher: George Allen, London 1899
- Preface to the 1901 Stock edition of "The Germ" by William Michael Rossetti. London 1899
- The poetical Works of  Thomas Hood. Edited, with a critical memoir by William Michael Rossetti. Illustrated by Gustave Doré. Publisher: E. Moxon,  Son & Co., London 1900
- Rossetti papers, 1862-1870. A Compilation by William Michael Rossetti. Publisher: Sands & Co, London 1903
- Gabriele Rossetti; a versified autobiography. Translated and supplemented by William Michael Rossetti. Publisher: Sands & Co., London 1901
- Poems of Christina Rossetti.  Chosen and edited by William Michael Rossetti. The MacMillan Company, London  1904
- Some Reminiscences of William Michael Rossetti. Vol. I. Publisher: Charles Scribner’s & Son, New York 1906
- Some Reminiscences of William Michael Rossetti. Vol. II. Publisher: Charles Scribner’s & Son, New York 1906
- Democratic Sonnets. Publisher: Allston Rivers, London 1907
- The family letters of Christina Georgina Rossetti. Edited by William Michael Rossetti. Publisher: C. Scribner’s son, New York 1908
- The Diary of Dr. John William Polidori, 1816, relating to Byron, Shelley, etc. Edited and elucidated by William Michael Rossetti. Publisher: Elkin Mathews, London 1911
- Weitere Bücher von W. M. Rossetti im Internet Archive online